# Municipio de Woods
El municipio de Woods (en inglés: Woods Township) es un municipio ubicado en el condado de Chippewa en el estado estadounidense de Minnesota. En el año 2010 tenía una población de 227 habitantes y una densidad poblacional de 2,42 personas por km².

## Geografía
El municipio de Woods se encuentra ubicado en las coordenadas 45°6′20″N 95°18′16″O / 45.10556, -95.30444. Según la Oficina del Censo de los Estados Unidos, el municipio tiene una superficie total de 93.69 km², de la cual 93,66 km² corresponden a tierra firme y (0,03 %) 0,03 km² es agua.

## Demografía
Según el censo de 2010, había 227 personas residiendo en el municipio de Woods. La densidad de población era de 2,42 hab./km². De los 227 habitantes, el municipio de Woods estaba compuesto por el 95,15 % blancos, el 0,44 % eran afroamericanos, el 2,2 % eran isleños del Pacífico, el 2,2 % eran de otras razas. Del total de la población el 2,2 % eran hispanos o latinos de cualquier raza.